# Xylosalsola paletzkiana
Xylosalsola paletzkiana är en amarantväxtart som först beskrevs av Dmitrij Litvinov, och fick sitt nu gällande namn av Akhani och Roalson. Xylosalsola paletzkiana ingår i släktet Xylosalsola och familjen amarantväxter. Inga underarter finns listade i Catalogue of Life.